# Enn Klooren
Enn Klooren (21 de junho de 1940 - 26 de março de 2011) foi um ator estoniano.